# Circonscription de Robertson

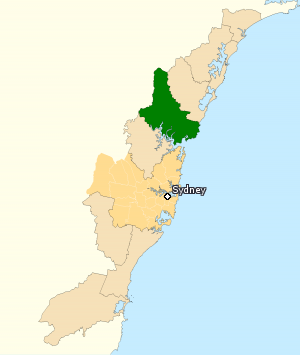
La circonscription de Robertson (en vert) au nord de Sydney en Nouvelle-Galles du Sud.

La circonscription de Robertson est une circonscription électorale australienne en Nouvelle-Galles du Sud. Elle a été créée en 1901 et porte le nom de John Robertson, le cinquième premier ministre de Nouvelle-Galles du Sud.
Elle fait partie des 75 premières circonscriptions électorales d'Australie. Elle comprend les villes de Woy Woy, Gosford et Terrigal. 
C'est un siège disputé entre parti travailliste et parti libéral.

## Députés
| Nom                     | Parti                       | Période de mandat |
| ----------------------- | --------------------------- | ----------------- |
| Henry Willis            | Free Trade, Anti-Socialiste | 1901-1906         |
| Henry Willis            | Commonwealth                | 1909-1910         |
| William Johnson         | Travailliste                | 1910-1913         |
| William Fleming         | Commonwealth                | 1913-1916         |
| William Fleming         | Nationaliste                | 1916-1921         |
| William Fleming         | Country                     | 1921-1922         |
| Sydney Gardner          | Nationaliste                | 1922-1931         |
| Sydney Gardner          | United Australia            | 1931-1940         |
| Eric Spooner            | United Australia            | 1940-1943         |
| Thomas Williams         | Travailliste                | 1943-1949         |
| Roger Dean              | Libéral                     | 1949–1964         |
| William Bridges-Maxwell | Libéral                     | 1964–1969         |
| Barry Cohen             | Travailliste                | 1969-1990         |
| Frank Walker (en)       | Travailliste                | 1990-1996         |
| Jim Lloyd               | Libéral                     | 1996–2007         |
| Belinda Neal            | Travailliste                | 2007-2010         |
| Deborah O'Neill         | Travailliste                | 2010-2013         |
| Lucy Wicks              | Libéral                     | 2013–en cours     |